# Otoro (langue)
Pour les articles homonymes, voir Otoro.
L’otoro est une langue heiban du Soudan.